# コーヴィナ (潜水艦)
コーヴィナ (USS Corvina, SS-226) は、アメリカ海軍の潜水艦。ガトー級。艦名は食用となるニベ科の魚の名前から名付けられた。

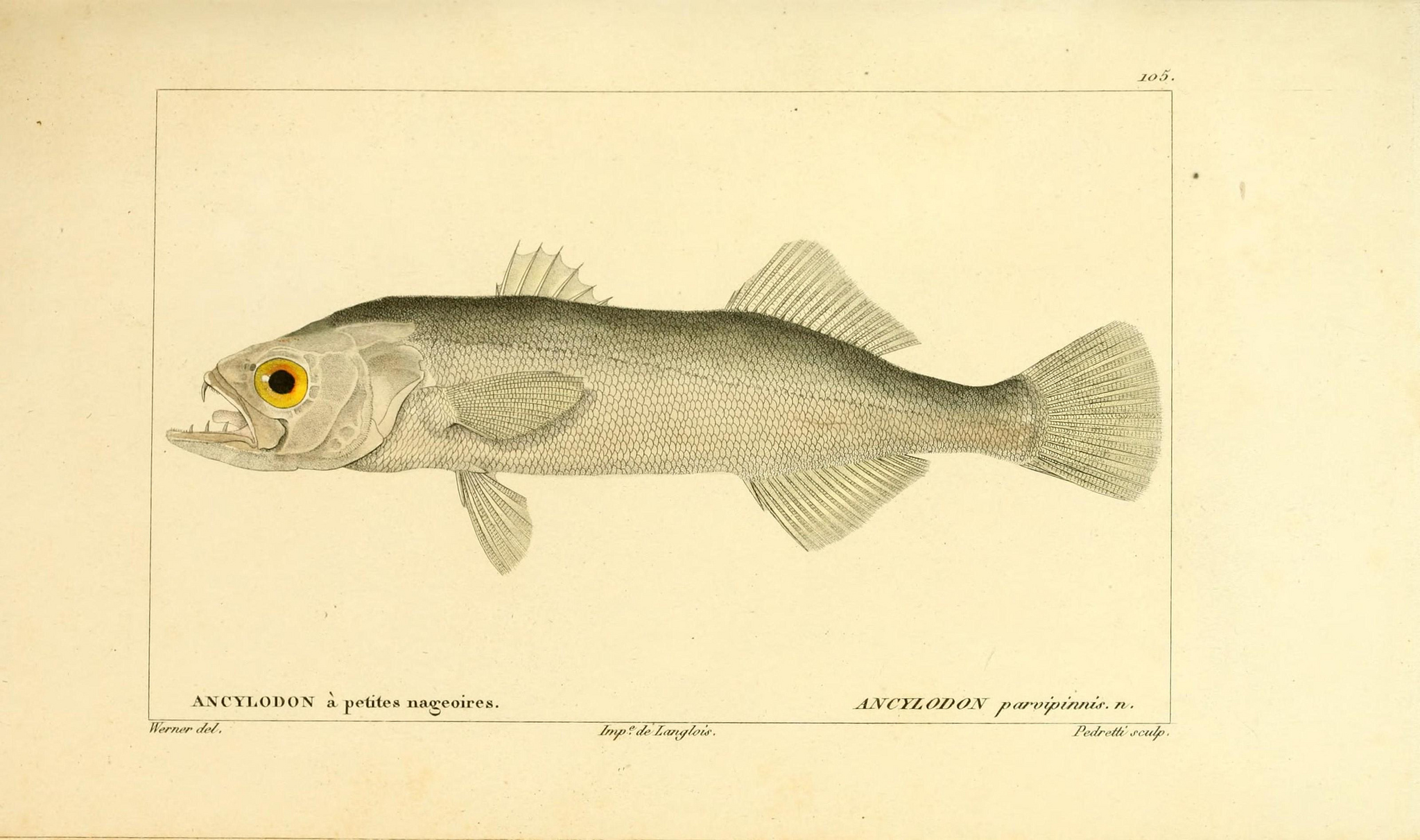
ハナレニベ（Bigthooth corvina）

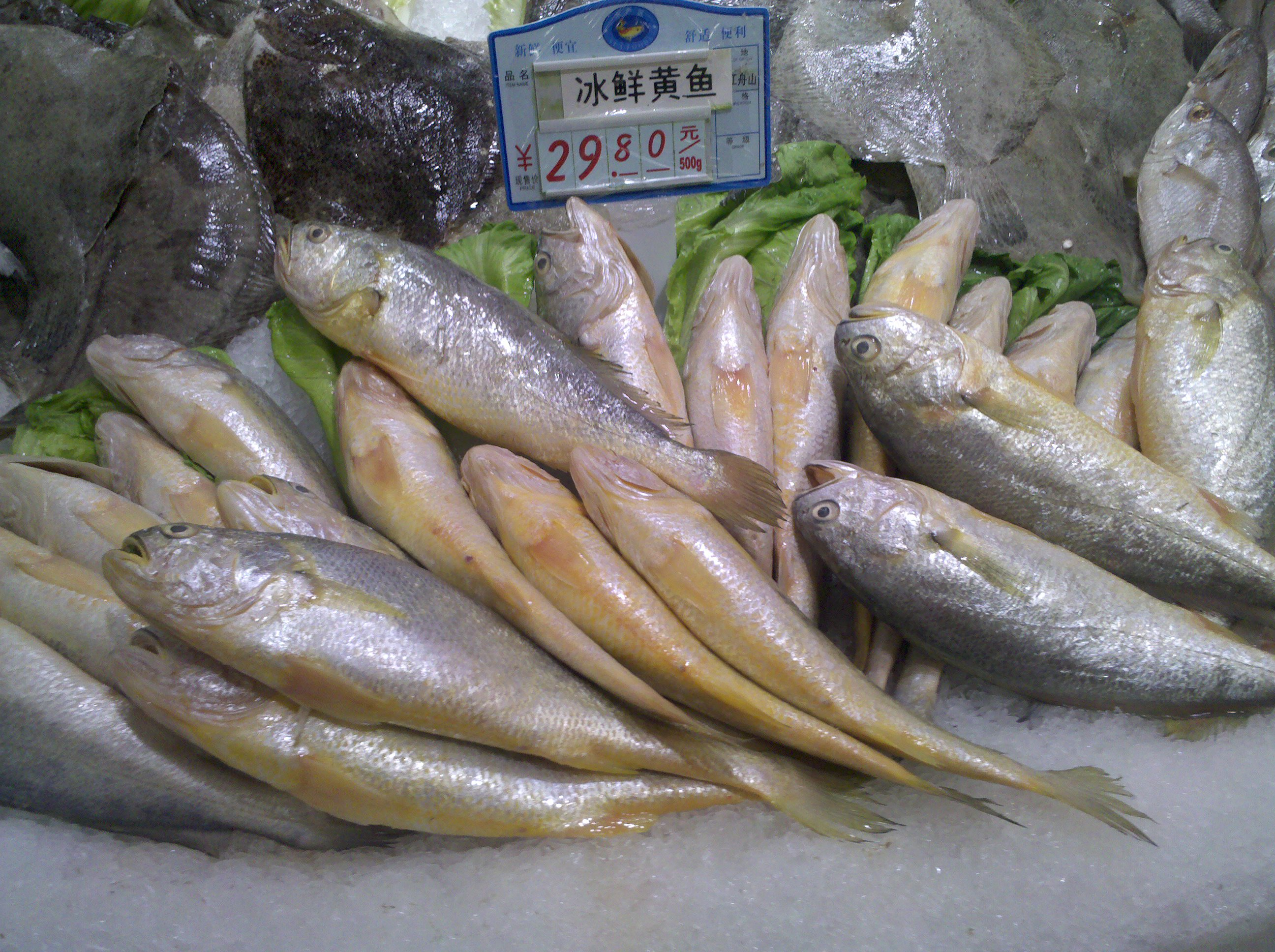
キグチ（Yellow corvina）

## 艦歴
「コーヴィナ」はコネチカット州グロトンのエレクトリック・ボート社で起工する。ラルフ・W・クリスティー少将の夫人により1943年5月9日に進水した。1943年8月6日にロデリック・S・ルーニー中佐（アナポリス1929年組）が艦長として着任し、任務についた。就役後はコネチカット州ニューロンドンを1943年9月18日に出港し、真珠湾に10月14日に到着した。

### 最初で最後の哨戒
11月4日、「コーヴィナ」は最初の哨戒でカロリン諸島方面に向かった。11月6日にジョンストン島において燃料を補給したが、その後未帰還となった。「コーヴィナ」の任務は、次のような危険なものであった。
- 警備の厳重な日本の重要拠点である、トラック諸島にできる限り接近して哨戒に当たる。
- ギルバート諸島に接近する（タラワの戦い、マキンの戦い）アメリカ軍に脅威をもたらす、日本軍の出撃部隊を迎撃する。

当時トラック諸島周辺には「ブラックフィッシュ (USS Blackfish, SS-221) 」「ドラム (USS Drum, SS-228) 」「スレッシャー (USS Thresher, SS-200) 」および「アポゴン (USS Apogon, SS-308) 」が同様の監視任務についており、「コーヴィナ」にはトラック諸島の南側が哨区として割り当てられていた。3隻には「日本潜水艦に警戒すべし」との警報が出されており、「ブラックフィッシュ」は11月13日夜に北緯03度02分 東経149度41分 / 北緯3.033度 東経149.683度の地点で潜水艦らしきものを発見していたが、薄暗い時刻での発見だったため敵か味方かどうかは分からなかった。5日後の11月18日、「ブラックフィッシュ」は「ドラム」と交信したが、「ドラム」は「本艦ではない」と否定した。次いで「ブラックフィッシュ」は「コーヴィナ」と交信を試みたが、返事はなかった。やがて11月30日になり、真珠湾の太平洋艦隊潜水部隊司令部から「コーヴィナ」に対し、「第7艦隊指揮下の第72任務部隊に入って、ブリスベンに移動するように」との命令を出し、返信を求めたがついに返信は来なかった。「コーヴィナ」とその乗組員82名の損失は1944年3月14日に発表された。

### 伊176、コーヴィナを撃沈

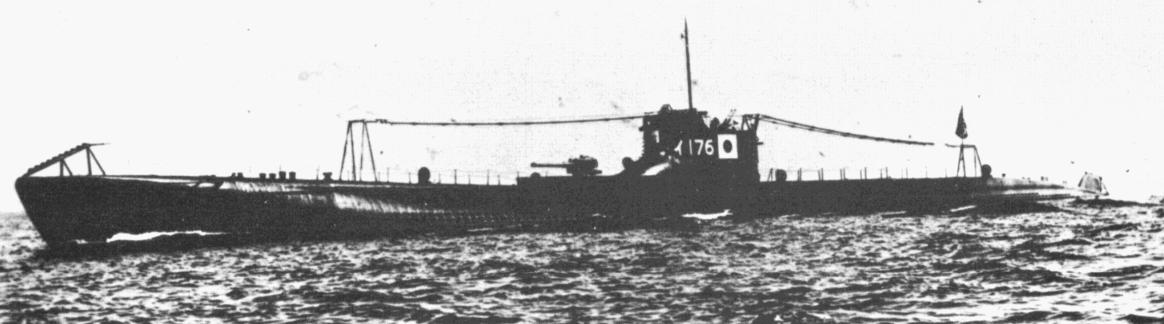
伊号第一七六潜水艦（伊176）

11月13日、ラバウルから「伊号第一七六潜水艦（伊176）」が日本本土に向けて出港した。「伊176」はソロモン諸島方面の鼠輸送に従事していたが、爆雷攻撃で損傷したため呉で修理をすべく北上していた。11月16日22時12分、「伊176」は16ノットの速力でトラック諸島の南東海面を北上中だったが、この時北東約8kmの方角に黒点を発見した。「伊176」は黒点に向かって航行していたが、22時15分、黒点はどうも「パーチ型潜水艦」らしいと判断。潜航して様子を窺うこととした。23時57分には「パーチ型」の右舷後方2,500mあまりに接近していたが、魚雷発射の死角に入っていたので、浮上砲戦で片付けるべく浮上した。ところが、日付が変わった11月17日0時12分、「パーチ型」が「伊176」に気づいたのか反転するそぶりを見せ、「伊176」は再び潜航。0時20分、「伊176」は「パーチ型」に対して3本の魚雷を発射し、そのうち2本の命中による爆発を確認した。10分後浮上したが、周辺の海上には重油痕があるのみだった。
この撃沈された「パーチ型潜水艦」が「コーヴィナ」だった。「コーヴィナ」は日本の潜水艦により沈められた唯一のアメリカ潜水艦であり、日本の潜水艦が敵潜水艦を撃沈したのは3隻目で、これが最後だった。
沈没位置は北緯05度05分 東経151度10分 / 北緯5.083度 東経151.167度と記録されている。
殊勲の「伊176」は1944年5月16日、ブカ島北方にて輸送任務中にアメリカ駆逐艦「フランクス(USS Franks, DD-554) 」「ハガード(USS Haggard, DD-555) 」「ジョンストン (USS Johnston, DD-557) 」の攻撃で撃沈された。